# Kärlek i det blå
Kärlek i det blå (danska: Kispus) är en dansk romantisk komedifilm från 1956 i regi av Erik Balling. I huvudrollerna ses Helle Virkner och Henning Moritzen. Filmen var Danmarks första långfilm i färg. Den hade Sverigepremiär den 7 mars 1957.

## Rollista i urval
- Helle Virkner - Eva Møller, sömmerska
- Henning Moritzen - Jakob, student
- Angelo Bruun - Hr. Marcel, modedesigner
- Nina Pens - Elizabeth, primadonna
- Gunnar Lauring - Carl, Elizabeths make
- Ove Sprogøe - Max, servitör, Evas bror
- Lis Løwert  - Joan, Max fru
- Inger Lassen - Jokum, Marcels agent
- Gerda Madsen - Mrs. Knudsen, Jakobs hyresvärdinna
- Poul Reichhardt - en skådespelare
- Margareta Fahlén - skådespelarens fru
- Birgitte Federspiel - Dora, societetsdam
- Vera Gebuhr - Ida, skådespelerska
- Jessie Rindom - societetsdam
- Bjørn Watt Boolsen - Svend, författare
- Lily Broberg - Svends före detta fru
- Svend Asmussen - speleman i drömsekvensens (ej krediterad)
- Ulrik Neumann - speleman i drömsekvensens (ej krediterad)
- Holger Juul Hansen - Børge (ej krediterad)